# SuperLiga Femenina de Básquet de Argentina de 2016
La SuperLiga Femenina de básquet de Argentina de 2016 fue la segunda edición del nuevo certamen nacional con formato de liga de dicho deporte organizado por la CABB. Comenzó el 14 de octubre cuando Estrella de Berisso recibió a Deportivo Berazategui.
La superliga se definió el 11 de diciembre cuando en el Microestadio Antonio Rotili, el segundo mejor equipo de la temporada regular, Atlético Lanús, venció al mejor de la temporada, Estrella de Berisso, y obtuvo su primer título en la competencia.

## Equipos participantes
Respecto a la temporada pasada, cuatro equipos fueron reemplazados: Peñarol de Mar del Plata, La Unión Hércules/Española de Charata, Tokyo Deportivo y Social de Posadas y Proyección 2020, el seleccionado menor de la CABB.
| Club                                        | Ciudad                             | Estadio                        | Capacidad |
| Club Deportivo Berazategui                  | Berazategui, Buenos Aires          | Deportivo Berazategui          | 400       |
| Club Atlético Obras Sanitarias de la Nación | Ciudad de Buenos Aires             | Estadio Obras Sanitarias       | 3100      |
| Club Atlético Talleres                      | Paraná, Entre Ríos                 | Estadio de Talleres            | 300       |
| Club Unión Florida                          | Florida, Buenos Aires              | Estadio Unión Florida          | 240       |
| Club Deportivo Libertad                     | Sunchales, Santa Fe                | El Hogar de los Tigres         | 4000      |
| Club Tomás de Rocamora                      | Concepción del Uruguay, Entre Ríos | Estadio Julio César Pacagnella | 1000      |
| Club Estrella de Berisso                    | Berisso, Buenos Aires              |                                |           |
| Club Atlético Lanús                         | Lanús, Buenos Aires                | Microestadio Antonio Rotili    | 3000      |

## Modo de disputa
El torneo está dividido en dos grandes fases: la fase regular y los play offs, estos últimos subdivididos en dos fases, los cuartos de final y el Final Four.
Fase regular
La fase regular está constituida por una liga disputada por los ocho participantes que se enfrentan todos contra todos dos veces, una como local y otra como visitante. Al final de la fase se ordenan a los equipos según sus resultados, cada partido ganado da 2 puntos mientras que cada partido perdido da 1 punto. Los dos primeros de esta fase acceden al Final Four, mientras que los ubicados del tercer al sexto puesto acceden a los cuartos de final.
Play offs
Están divididos en cuartos de final y Final Four. En los cuartos de final se enfrentan los equipos ubicados entre el tercer y el sexto puesto en dos parejas, 3.° - 6.° y 4.° - 5.°. Las series son al mejor de tres partidos con formato 1-2, jugando el primer partido en cancha del equipo peor ubicado y los restantes en la cancha del mejor ubicado. Los ganadores de cada serie acceden al Final Four.
El Final Four se juega durante dos días en un único estadio. Allí el mejor equipo de la fase regular se enfrenta con el peor clasificado de los cuartos de final, los dos restantes equipos se enfrentan entre sí. Los ganadores de esos enfrentamientos disputan la final y el ganador de dicha final se proclama campeón. El campeón accede al Liga Sudamericana Femenina de Clubes de Básquetbol.
La sede del final four fue el Microestadio Antonio Rotili en Lanús, propiedad del Club Atlético Lanús y fue televisado por DeporTV.

## Primera fase, fase regular
| Equipo                | Pts | PJ | PG | PP |
| --------------------- | --- | -- | -- | -- |
| Estrella de Berisso   | 26  | 14 | 12 | 2  |
| Atlético Lanús        | 24  | 14 | 10 | 4  |
| Obras Basket          | 23  | 14 | 9  | 5  |
| Unión Florida         | 22  | 14 | 8  | 6  |
| Deportivo Berazategui | 21  | 14 | 7  | 7  |
| Talleres (Paraná)1    | 19  | 14 | 5  | 9  |
| Tomás de Rocamora1    | 19  | 14 | 5  | 9  |
| Libertad (Sunchales)  | 14  | 14 | 0  | 14 |

|  |                                  |
|  | Clasificados al Final Four.      |
|  | Clasificados a Cuartos de final. |

1: Talleres de Paraná superó en la tabla a Tomás de Rocamora por los enfrentamientos entre ellos.
| Estrella de Berisso   | 75 - 69 | Deportivo Berazategui | Atenas (La Plata)      | 14 de octubre | 21:00 |
| Libertad (S)          | 41 - 65 | Talleres (P)          | El Hogar de los Tigres | 15 de octubre | 18:00 |
| Estrella de Berisso   | 73 - 66 | Tomás de Rocamora     | Estrella de Berisso    | 15 de octubre | 21:30 |
| Deportivo Berazategui | 74 - 58 | Tomás de Rocamora     | Dep. Berazategui       | 16 de octubre | 19:00 |

| Obras Basket          | susp.   | Deportivo Berazategui | Obras Sanitarias       | 18 de octubre | 21:30 |
| Unión Florida         | 46 - 55 | Atlético Lanús        | Unión Florida          | 20 de octubre | 21:00 |
| Obras Basket          | 70 - 72 | Estrella de Berisso   | Obras Sanitarias       | 20 de octubre | 21:00 |
| Tomás de Rocamora     | 64 - 71 | Unión Florida         | Julio César Pacagnella | 22 de octubre | 20:00 |
| Deportivo Berazategui | 94 - 43 | Libertad (S)          | Dep. Berazategui       | 22 de octubre | 21:00 |
| Estrella de Berisso   | 83 - 73 | Talleres (P)          | Estrella de Berisso    | 22 de octubre | 21:30 |
| Estrella de Berisso   | 68 - 39 | Libertad (S)          | Estrella de Berisso    | 23 de octubre | 18:00 |
| Deportivo Berazategui | 88 - 80 | Talleres (P)          | Dep. Berazategui       | 23 de octubre | 19:00 |
| Tomás de Rocamora     | 63 - 60 | Atlético Lanús        | Julio César Pacagnella | 23 de octubre | 20:00 |

| Atlético Lanús        | 51 - 45 | Obras Basket          | Antonio Rotili         | 25 de octubre | 20:00 |
| Deportivo Berazategui | 67 - 71 | Estrella de Berisso   | Dep. Berazategui       | 25 de octubre | 21:30 |
| Obras Basket          | 61 - 71 | Unión Florida         | Obras Sanitarias       | 27 de octubre | 21:30 |
| Atlético Lanús        | 63 - 67 | Deportivo Berazategui | Antonio Rotili         | 28 de octubre | 20:00 |
| Libertad (S)          | 47 - 67 | Obras Basket          | El Hogar de los Tigres | 29 de octubre | 20:00 |
| Unión Florida         | 79 - 65 | Tomás de Rocamora     | Unión Florida          | 29 de octubre | 21:00 |
| Atlético Lanús        | 69 - 42 | Tomás de Rocamora     | Antonio Rotili         | 30 de octubre | 18:30 |
| Talleres (P)          | 50 - 51 | Obras Basket          | Tallers                | 30 de octubre | 19:00 |

| Unión Florida     | 63 - 47 | Deportivo Berazategui | Unión Florida          | 1 de noviembre | 21:00 |
| Atlético Lanús    | 60 - 54 | Estrella de Berisso   | Antonio Rotili         | 2 de noviembre | 20:00 |
| Atlético Lanús    | 60 - 54 | Talleres (P)          | Antonio Rotili         | 4 de noviembre | 20:00 |
| Unión Florida     | 68 - 51 | Libertad (S)          | Unión Florida          | 4 de noviembre | 21:00 |
| Obras Basket      | 69 - 62 | Tomás de Rocamora     | Obras Sanitarias       | 4 de noviembre | 21:30 |
| Unión Florida     | 58 - 60 | Talleres (P)          | Unión Florida          | 5 de noviembre | 21:00 |
| Obras Basket      | 80 - 58 | Libertad (S)          | Obras Sanitarias       | 5 de noviembre | 21:30 |
| Obras Basket      | 73 - 58 | Talleres (P)          | Obras Sanitarias       | 6 de noviembre | 17:00 |
| Atlético Lanús    | 82 - 58 | Libertad (S)          | Antonio Rotili         | 6 de noviembre | 19:30 |
| Tomas de Rocamora | 79 - 68 | Deportivo Berazategui | Julio César Pacagnella | 6 de noviembre | 20:00 |

| Unión Florida         | 58 - 43 | Estrella de Berisso | Unión Florida          | 8 de noviembre  | 21:00 |
| Obras Basket          | 71 - 69 | Atlético Lanús      | Obras Sanitarais       | 8 de noviembre  | 21:30 |
| Deportivo Berazategui | 58 - 62 | Atlético Lanús      | Dep. Berazategui       | 10 de noviembre | 21:30 |
| Libertad (S)          | 63 - 68 | Tomás de Rocamora   | El Hogar de los Tigres | 12 de noviembre | 18:00 |
| Talleres (P)          | 67 - 58 | Unión Florida       | Talleres               | 12 de noviembre | 20:00 |
| Deportivo Berazategui | 63 - 74 | Obras Basket        | Dep. Berazategui       | 12 de noviembre | 21:00 |
| Libertad (S)          | 69 - 78 | Unión Florida       | El Hogar de los Tigres | 13 de noviembre | 18:00 |
| Talleres (P)          | 69 - 77 | Tomás de Rocamora   | Talleres               | 13 de noviembre | 19:00 |

| Unión Florida       | 69 - 54 | Obras Basket        | Unión Florida          | 15 de noviembre | 21:00 |
| Estrella de Berisso | 65 - 63 | Atlético Lanús      | Estrella de Berisso    | 15 de noviembre | 21:30 |
| Libertad (S)        | 60 - 86 | Estrella de Berisso | El Hogar de los Tigres | 18 de noviembre | 21:15 |
| Tomás de Rocamora   | 58 - 68 | Talleres (P)        | Julio César Pacagnella | 18 de noviembre | 21:00 |
| Talleres (P)        | 75 - 52 | Libertad (S)        | Talleres               | 19 de noviembre | 20:00 |
| Tomás de Rocamora   | 66 - 67 | Estrella de Berisso | Julio César Pacagnella | 19 de noviembre | 21:00 |
| Tomás de Rocamora   | 72 - 60 | Libertad (S)        | Julio César Pacagnella | 20 de noviembre | 19:00 |
| Talleres (P)        | 61 - 74 | Estrella de Berisso | Talleres               | 20 de noviembre | 19:00 |

| Deportivo Berazategui | 64 - 61  | Unión Florida         | Dep. Berazategui       | 22 de noviembre | 21:30 |
| Estrella de Berisso   | 63 - 52  | Obras Basket          | Estrella de Berisso    | 22 de noviembre | 21:30 |
| Atlético Lanús        | 64 - 58  | Unión Florida         | Antonio Rotili         | 24 de noviembre | 20:00 |
| Obras Basket          | 57 - 47  | Deportivo Berazategui | Obras Sanitarias       | 24 de noviembre |       |
| Talleres (P)          | 70 - 102 | Deportivo Berazategui | Talleres               | 26 de noviembre | 17:00 |
| Libertad (S)          | 39 - 93  | Atlético Lanús        | El Hogar de los Tigres | 26 de noviembre | 20:00 |
| Libertad (S)          | 52 - 68  | Deportivo Berazategui | El Hogar de los Tigres | 27 de noviembre | 18:00 |
| Talleres (P)          | 60 - 71  | Atlético Lanús        | Talleres               | 27 de noviembre | 19:00 |
| Tomás de Rocamora     | 64 - 78  | Obras Basket          | Julio César Pacagnella | 27 de noviembre | 20:00 |
| Estrella de Berisso   | 70 - 55  | Unión Florida         | Estrella de Berisso    | 27 de noviembre | 21:30 |

## Segunda fase
|  | Cuartos de final | Cuartos de final      | Cuartos de final    | Cuartos de final | Cuartos de final |    |              | Final Four - Semifinales | Final Four - Semifinales | Final Four - Semifinales |     |                     | Final Four - Final | Final Four - Final | Final Four - Final |  |
|  |                  |                       |                     |                  |                  |    |              |                          |                          |                          |     |                     |                    |                    |                    |  |
|  |                  |                       |                     |                  |                  |    |              |                          |                          |                          |     |                     |                    |                    |                    |  |
|  |                  |                       |                     |                  |                  |    |              |                          |                          |                          |     |                     |                    |                    |                    |  |
|  |                  |                       |                     |                  |                  |    |              |                          |                          |                          |     |                     |                    |                    |                    |  |
|  |                  |                       |                     |                  |                  |    |              |                          |                          |                          |     |                     |                    |                    |                    |  |
|  |                  | 1.°                   | Estrella de Berisso | 66               |                  |    |              |                          |                          |                          |     |                     |                    |                    |                    |  |
|  |                  |                       |                     |                  |                  |    |              |                          |                          |                          |     |                     |                    |                    |                    |  |
|  |                  |                       | 4.°                 | Unión Florida    | 51               |    |              |                          |                          |                          |     |                     |                    |                    |                    |  |
|  | 4.°              | Unión Florida         | 4.°                 | Unión Florida    | 51               | 65 | 66           |                          |                          |                          |     |                     |                    |                    |                    |  |
|  | 4.°              | Unión Florida         |                     |                  |                  |    |              |                          |                          |                          |     |                     |                    |                    |                    |  |
|  | 5.°              | Deportivo Berazategui | 55                  | 55               |                  |    |              |                          |                          |                          |     |                     |                    |                    |                    |  |
|  | 5.°              | Deportivo Berazategui | 55                  | 55               |                  |    |              |                          |                          |                          | 1.° | Estrella de Berisso | 58                 |                    |                    |  |
|  |                  |                       |                     |                  |                  |    |              |                          |                          |                          | 1.° | Estrella de Berisso | 58                 |                    |                    |  |
|  |                  |                       | 2.°                 | Atlético Lanús   | 66               |    |              |                          |                          |                          |     |                     |                    |                    |                    |  |
|  |                  |                       | 2.°                 | Atlético Lanús   | 66               |    |              |                          |                          |                          |     |                     |                    |                    |                    |  |
|  |                  |                       |                     |                  |                  |    |              |                          |                          |                          |     |                     |                    |                    |                    |  |
|  |                  |                       |                     |                  |                  |    |              |                          |                          |                          |     |                     |                    |                    |                    |  |
|  |                  | 2.°                   | Atlético Lanús      | 57               |                  |    | Tercer lugar | Tercer lugar             | Tercer lugar             |                          |     |                     |                    |                    |                    |  |
|  |                  |                       |                     |                  |                  |    | Tercer lugar | Tercer lugar             | Tercer lugar             |                          |     |                     |                    |                    |                    |  |
|  |                  |                       | 3.°                 | Obras Basket     | 54               |    |              |                          |                          |                          |     |                     |                    |                    |                    |  |
|  | 3.°              | Obras Basket          | 3.°                 | Obras Basket     | 54               | 83 | 81           |                          |                          |                          | 3.° | Unión Florida       | 52                 |                    |                    |  |
|  | 3.°              | Obras Basket          |                     |                  |                  |    |              |                          |                          |                          | 3.° | Unión Florida       | 52                 |                    |                    |  |
|  | 6.°              | Talleres (Paraná)     | 78                  | 43               |                  |    |              |                          |                          |                          |     |                     | 4.°                | Obras Basket       | 61                 |  |
|  | 6.°              | Talleres (Paraná)     | 78                  | 43               |                  |    |              |                          |                          |                          |     |                     | 4.°                | Obras Basket       | 61                 |  |
|  |                  |                       |                     |                  |                  |    |              |                          |                          |                          |     |                     |                    |                    |                    |  |

### Cuartos de final
Obras Basket - Talleres (Paraná)
| 30 de noviembre, 22:00 | Talleres (Paraná)                                                                | 78–83                | Obras Basket                                                          | Paraná                                                               |  |  |
|                        | Parciales: 21-25, 15-22, 20-15, 22-21                                            |                      |                                                                       |                                                                      |  |  |
|                        | Estadísticas Yuniesky Bouly Garzón 27 Yuniesky Bouly Garzón 13 Anahí Grinovero 7 | Reporte Pts Reb Asts | Estadísticas 27 Belén Echeverría 16 Belén Echeverría 4 Arlenis Romero | Pabellón: Estadio Talleres Árbitros: * José Zweifel * Nadia González |  |  |
| Serie: 0 - 1           |                                                                                  |                      |                                                                       |                                                                      |  |  |
|                        |                                                                                  |                      |                                                                       |                                                                      |  |  |

| 3 de diciembre, 18:00 | Obras Basket                                                                         | 81–43                | Talleres (Paraná)                                                                    | Buenos Aires                                                                       |  |  |
|                       | Parciales: 24-11, 22-13, 16-11, 19-8                                                 |                      |                                                                                      |                                                                                    |  |  |
|                       | Estadísticas Belén Echeverría 15 Yosimar Corrales y Belén Echeverría 7 Julieta Ale 4 | Reporte Pts Reb Asts | Estadísticas 12 Rita Isasmendi 11 Leydis Oquendo 1 Anahí Grinovero y Maribel Barzola | Pabellón: Estadio Obras Sanitarias Árbitros: * Guillermo Grondona * Natalia Romano |  |  |
| Serie: 2 - 0          |                                                                                      |                      |                                                                                      |                                                                                    |  |  |
|                       |                                                                                      |                      |                                                                                      |                                                                                    |  |  |

Unión Florida - Deportivo Berazategui
| 30 de noviembre, 21:30 | Deportivo Berazategui                                                              | 55–65                | Unión Florida                                                      | Berazategui                                                                             |  |  |
|                        | Parciales: 11-16, 12-12, 14-20, 18-17                                              |                      |                                                                    |                                                                                         |  |  |
|                        | Estadísticas Agustina Leiva 10 Luciana Delabarba 7 Sofía Castillo y Noelia Zinna 1 | Reporte Pts Reb Asts | Estadísticas 16 Celia Fiorotto 6 Fransy Ochoa 2 Emilia Giustiniani | Pabellón: Estadio Deportivo Berazategui Árbitros: * Martín Pietromonaco * Solange Gómez |  |  |
| Serie: 0 - 1           |                                                                                    |                      |                                                                    |                                                                                         |  |  |
|                        |                                                                                    |                      |                                                                    |                                                                                         |  |  |

| 2 de diciembre, 21:30 | Unión Florida                                                 | 66–55                | Deportivo Berazategui                                                                                 | Florida                                                               |  |  |
|                       | Parciales: 15-9, 20-15, 17-23, 14-8                           |                      | |                                                                       |  |  |
|                       | Estadísticas Fransy Ochoa 18 Diana Cabrera 12 Diana Cabrera 4 | Reporte Pts Reb Asts | Estadísticas 13 Agustina Leiva 9 Agustina Leiva 2 Luciana Delabarba, Marlen Cepeda y Marjorie Caicedo | Pabellón: Unión Florida Árbitros: * José Domínguez * Macarena Costale |  |  |
| Serie: 2 - 0          |                                                               |                      | |                                                                       |  |  |
|                       |                                                               |                      | |                                                                       |  |  |

### Final four

#### Semifinales
Estrella de Berisso - Unión Florida
| 10 de diciembre, 20:00 | Estrella de Berisso                                               | 66–51                | Unión Florida                                                            | Lanús |  |
|                        | Parciales: 13-6, 15-15, 18-17, 20-13                              |                      |                                                                          | |  |
|                        | Estadísticas Andrea Boquete 19 Andrea Boquete 13 Andrea Boquete 4 | Reporte Pts Reb Asts | Estadísticas 15 Anilegna Colas Ortega 8 Fransy Ochoa 4 Daniela Benvenuto | Pabellón: Microestadio Antonio Rotili Árbitros: * José Domínguez * Virginia Peruchini * Solange Gómez Televisión: DeporTV |  |

Atlético Lanús - Obras Basket
| 10 de diciembre, 18:00 | Atlético Lanús                        | 57–54       | Obras Basket                                      | Lanús                                                                                                   |  |
|                        | Parciales: 11-11, 11-14, 19-11, 16-18 |             |                                                   | |  |
|                        | Estadísticas Yaima Boulet 13          | Reporte Pts | Estadísticas 9 Belén Echeverría y Paula Reggiardo | Pabellón: Microestadio Antonio Rotili Árbitros: * Pietromónaco * Larrosa * Costales Televisión: DeporTV |  |

#### Tercer puesto
Unión Florida - Obras Basket
| 11 de diciembre, 17:00 | Unión Florida                                                    | 52–61                | Obras Basket                                                                      | Lanús                                                                                                 |  |
|                        | Parciales: 12-13, 5-19, 15-10, 20-19                             |                      |                                                                                   | |  |
|                        | Estadísticas Sofía Aispirua 15 Belén Echeverría 10 Julieta Ale 3 | Reporte Pts Reb Asts | Estadísticas 12 Fransy Ochoa 10 Diana Cabrera y Fransy Ochoa 4 Florencia Martínez | Pabellón: Microestadio Antonio Rotili Árbitros: * José Domínguez * Virginia Peruchini * Solange Gómez |  |

#### Final
Estrella de Berisso - Atlético Lanús
| 11 de diciembre, 19:00 | Estrella de Berisso                                                                | 58–66                | Atlético Lanús                                                                 | Lanús |  |
|                        | Parciales: 10-19, 18-15, 13-18, 17-14                                              |                      |                                                                                | |  |
|                        | Estadísticas Andrea Boquete y Ornela Santana 18 Ornela Santana 13 Andrea Boquete 4 | Reporte Pts Reb Asts | Estadísticas 20 Nadia Flores 8 Nadia Flores y Agostina Burani 2 Magali Armesto | Pabellón: Microestadio Antonio Rotili Árbitros: * Martín Pietromonaco * Natalia Romano * Georgina Larrosa Televisión: DeporTV |  |